# كلوديا كوفاتش (ممثلة)
كلوديا كوفاتش (بالإنجليزية: Klaudia Kovacs)‏ هي منتجة أفلام ومخرجة وممثلة أمريكية، ولدت في القرن العشرين في إيغر في المجر.

## وصلات خارجية
- كلوديا كوفاتش (ممثلة) على موقع IMDb (الإنجليزية)
- كلوديا كوفاتش (ممثلة) على موقع روتن توميتوز (الإنجليزية)
- كلوديا كوفاتش (ممثلة) على موقع أول موفي (الإنجليزية)
- كلوديا كوفاتش (ممثلة) على موقع قاعدة بيانات الفيلم (الإنجليزية)